# 1244 w literaturze
Wydarzenia literackie w 1244 roku.

## Urodzili się
- Dai Biaoyuan, chiński znawca literatury (zm. 1310)
- Folquet de Lunel, francuski trubadur (zm. 1300)
- Ibn al-Fuwati, muzułmański bibliotekarz i historyk (zm. 1323)

## Zmarli
- Meir Abulafia, żydowski teolog (ur. ok. 1170)
- Donnchadh Mór Ó Dálaigh, irlandzki poeta (ur. 1175)